# Индейские языки Северной Америки

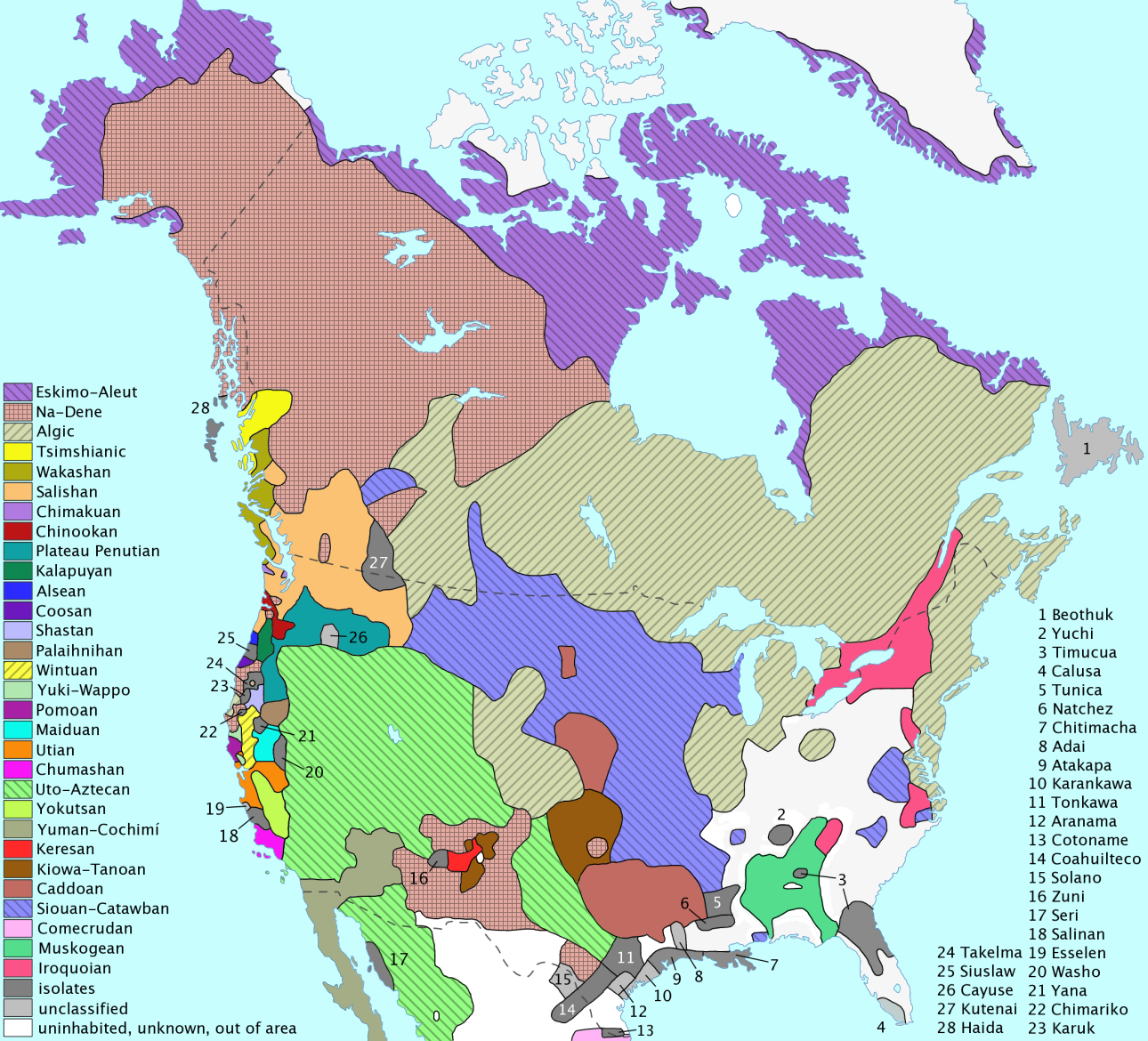
Распределение индейских языков на территории нынешних США и Канады в доколониальный период.

Индейские языки Северной Америки — языки индейцев — коренных обитателей американского континента.
Известно порядка 296 индейских языков Северной Америки, живых и вымерших. Они объединяются в 34 языковые семьи и 27 изолированных языков. Некоторые из этих семей — как например, алгская, сиуанская и на-дене — состоят из большого числа отдельных языков; другие ограничены несколькими или всего одним языком.

## Классификация
Существуют различные попытки классификации языков Северной Америки, в том числе классификации Джона Пауэлла, Эдуарда Сепира и Джозефа Гринберга. В частности, Гринберг полагает, что есть основания противопоставлять всего лишь три американских семьи: эскимосско-алеутскую, на-дене и америндскую, включающую все остальные языки обеих Америк. Концепция Гринберга в настоящее время отвергается большинством специалистов.
Несмотря на предлагавшееся в разные годы большое число гипотез об объединении этих семей в меньшее число группировок, большинство из них отвергнуто. Более-менее обещающими выглядят лишь две гипотезы: пенутийская и хоканская.
Ниже приводится так называемая «консервативная классификация», основанная на работах, доступных к 1995 году [Goddard 1996]. В фигурных скобках указано число языков.

### Собственно Северная Америка
1. Адаи язык (изолят) † {1}
2. Алгская (алгонкино-ритванская) семья {свыше 40}
3. Алсейская (алсеанская) семья † {2}
4. Атакапская семья † {2}
5. Беотук язык (изолят) † {1}
6. Вакашская семья {6}
7. Винтуанская семья {2}
8. Гуайкурийская (вайкури) семья † {8}
9. Зуньи (суньи, зуни) язык (изолят) {1}
10. Ирокезская семья {16}
11. Йокутская семья {6}
12. Каддоанская (каддо, кэддо) семья {6}
13. Кайова-таноанская (киова-тано) семья {7}
14. Калуса язык (изолят) † {1}
15. Каранкава язык (изолят) † {1}
16. Карок (корате, карук) язык (изолят) {1}
17. Каюсе язык (изолят) † {1}
18. Кересская семья {2}
19. Кинигуа язык (изолят) † {1}
20. Коавильтекский язык (изолят) † {1}
21. Комекрудская семья † {3}
22. Котонаме язык (изолят) † {1}
23. Кочими-юманская (юма-кочими) семья {15}
24. Кусская семья {2}
25. Кутенай (ктуна́ха) язык (изолят) † {1}
26. Майдуанская семья {4}
27. Маратино язык (изолят) † {1}[1]
28. Мускогская семья {7}
29. На-дене семья {много}, в том числе атабаскские языки
30. Наолан язык (изолят) † {1}
31. Натчес язык (изолят) † {1}
32. Палайхнихская (палайнихская) семья {2}
33. Помоанская семья {7}
34. Плато-пенутийская семья {6}
35. Салинский язык † {изолят}
36. Салишская (селишская, сэлиш) семья {24}
37. Сери язык (изолят) {1}
38. Сиуанская (сиу-катавба) семья {18}
39. Саюсло язык (изолят) † {1}
40. Солано (изолят) † {1}
41. Такелма-калапуянская семья {4}
42. Тимукуанская семья † {2}
43. Тонкава язык, он же — аранама (изолят) † {1}
44. Туника язык (изолят) † {1}
45. Уошо (вашо, уашо) язык (изолят) {1}
46. Утийская (мивок-костано) семья {15}
47. Хайда язык (изолят) {1}
48. Цимшианская семья {2}
49. Чимакумская семья {2}
50. Чимарико язык (изолят) † {1}
51. Читимача (читимаша) язык (изолят) † {1}
52. Чумашская семья {6}
53. Шастанская семья {4}
54. Шинукская (чинук) семья {3}
55. Эскимосско-алеутская семья {11}
56. Эсселен (изолят) † {1}
57. Юкийская (юки-ваппо) семья {2}
58. Юто-астекская семья {много}
59. Ючи (изолят) {1}
60. Яна (яна-яхи) язык (изолят) † {1}

### Средняя Америка (Месоамерика)
Хотя географически центральная Америка (Месоамерика) входит в состав североамериканского континента, в культурном плане доколумбова Месоамерика значительно опережала культуры, расположенные к северу от неё, поэтому лингвисты и историки обычно выделяют Месоамерику в отдельный культурно-географический регион.

## Типологическая характеристика
Языки аборигенов Северной Америки различаются между собой и в фонологическом, и в морфологическом отношениях. Некоторые из них полисинтетические по структуре, как, например, алгонкинские, яна, квакиутль-нутка или эскимосские. Другие, как, например, такелма и йокутские, флективны по своему строю и сравнимы по структурным очертаниям с латинским или греческим; третьи, как, например, кус, будучи флективными, достигли относительно аналитического состояния, наподобие английского языка; обычны и агглютинативные языки, по степени сложности в настоящее время сравнимы с тюркскими например, шошонские или сахаптин.
Фонетически языки Северной Америки чрезвычайно различны. Некоторые, как, например, пауни (каддоанская семья), имеют простую консонантную систему; другие используют всевозможные утонченные консонантные противопоставления и располагают многими необычными типами согласных. Кутчин, атабаскский язык Аляски, располагает не менее чем 55 консонантными фонемами. Значительное число коренных языков Северной Америки являются тоновыми языками, то есть используют тональные противопоставления между слогами, во всем, кроме тона, тождественными, в целях передачи лексических или грамматических различий. В качестве примера тонового языка может служить навахо.

## Письменности
До прихода европейцев на территории Северной Америки бытовали две развитые системы письма: письмо майя и ацтеков. Европейская экспансия последовательно прекратила их существование.
На территории США и Канады исторически зафиксирована только условно доевропейская письменность индейцев микмак. Большинство письменных языков стало использовать латинский алфавит в вариантах на основе его использования в английском и испанском языках.
Аборигены Аляски в период, когда Аляска входила в Российскую империю, использовали кириллицу, которая впоследствии была сменена латиницей.
В 1819 году в США вождь племени чероки Секвойя создал на основе латиницы слоговую письменность чероки. В 1840 году в Канаде миссионер Джеймс Эванс начал вводить для языка кри разработанное им канадское слоговое письмо, которое после ряда модификаций было принято рядом автохтонных народов Канады.